# 利息制限法
利息制限法（りそくせいげんほう）
1. 利息制限法（りそくせいげんほう、明治10年9月11日太政官布告第66号）は、金銭貸借上の利息の最高利率を規制した1877年（明治10年）の太政官布告。原文はWikisourceの該当項目を参照。本稿では「旧利息制限法」と称する。
2. 利息制限法（りそくせいげんほう、昭和29年5月15日法律第100号）は、金銭を目的とする消費貸借上の利息の契約および賠償額の予定について、利率の観点から規制を加えることに関する日本の法律である。利限法と略されることがある。1954年5月15日公布、同年6月15日施行。立法の趣旨は、経済的弱者の地位にある債務者の保護を主たる目的としている（最高裁 昭和39年11月18日判決民集第18巻9号1868頁参照）。本項で詳述。

主務官庁は法務省民事局商事課で、貸金業を管轄する金融庁監督局総務課、警察庁刑事局組織犯罪対策第一課および全国の地方財務局並びに沖縄総合事務局財務部と連携して執行にあたる。

## 構成
- 第一章　利息等の制限
- 第二章　営業的金銭消費貸借の特則

## 規制の内容

### 利息の最高限

#### 総論
金銭を目的とする消費貸借上の利息の契約は、その利息が次の利率（単利。以下「制限利率」とする。）により計算した金額を超えるときは、その超過部分につき無効である（本法1条1項）。
- 元本が100,000円未満の場合 年2割(20%)
- 元本が100,000円以上1,000,000円未満の場合 年1割8分(18%)
- 元本が1,000,000円以上の場合 年1割5分(15%)

例えば、
1. 2004年（閏年）1月23日に500,000円を返済期日同年9月23日、利息年54.9%の約定で貸し付ける。
2. 約定どおりであれば返済期日に元本500,000円と245日分（初日算入、末日算入。最高裁昭和33年6月6日判決民集12巻9号1373頁参照）の利息183,750円 (500,000×0.549÷366×245=183,750) の合計683,750円の返済を受けられるはずである。
3. しかし、利息の契約は制限利率年18%を超える部分につき無効となる。
4. この為、元本500,000円と利息60,245円 (500,000×0.18÷366×245=60,245) の合計560,245円の返済しか請求できないわけである。

#### 閏年が係る金利計算実務
端数期間暦年閏年説（東京地裁民事21部、岡山地裁第3民事部執行係など採用）
利息計算対象期間のうち、起算日を基準として、(1)年単位の期間については年単位で考え、(2)端数期間（年に満たない期間）についてのみ平年に属するか、閏年に属するかにより単位期間、すなわち分母を365日又は366日を採用し日割計算して、(1)と(2)を合算するという考え方。
抽象的2月29日説（法務局弁済供託採用）
端数期間の起算日を基準として、向こう1年間の中に2月29日を含まない場合は、単位期間、すなわち分母を365日とし、2月29日を含む場合は、単位期間、すなわち分母を366日とし、さらに、向こう1年間の中には2月29日を含むが現実に金利計算する端数期間の中には2月29日を含まない場合においても、単位期間、すなわち分母として366日を採用し日割計算するという考え方。
正当性について
法務局が採用する抽象的2月29日説が正当であるとする意見がある。
貸金業（貸金業法施行規則第11条）
貸金業者については、上記最高裁昭和33年6月6日判決による両端入れ計算ではなく、貸金業規制法施行規則別表により、貸金業者が貸金業法第14条による表示すべき利息について「借入日の当日から弁済日の前日までの期間」の利息を表示すべきと定められている。
なお旧利息制限法は単利計算である（最高裁昭和31年7月3日判決集民第22号679頁参照）。

#### 諸判例
消費貸借契約の当事者間で、利息について定められた弁済期にその支払がない場合に延滞利息を当然に元本に組み入れ、これに利息を生じさせる約定（いわゆる重利の予約）は、有効であり年数回の利息の組入れを約する重利の予約は、毎期における組入れ利息とこれに対する利息との合算額が、本来の元本額に対する関係において、1年につき利息制限法所定の制限利率により計算した額をこえない限度においてのみ有効である（昭和45年4月21日判決民集第24巻4号298頁参照）。
無尽契約は金銭貸借の契約ではないから旧利息制限法の適用はない（最高裁昭和29年7月13日判決 集民第15号147頁参照）。
利息制限法は、金銭貸借の場合に限り適用されるから、再売買予約付の売買には適用がない（最高裁昭和39年10月16日判決集民第75号819頁参照）。
利息制限法に違反しても出資法の制限を越えなければ消費貸借自体が無効とならない（最高裁昭和27年3月6日判決民集第6巻3号320頁、最高裁平成20年6月10日民集第62巻6号1488頁参照）。
旧利息制限法の制限外利息債権を被担保債権として抵当権設定の登記請求をすることは許されない（最高裁昭和30年7月15日判決民集第9巻9号1058頁参照）。
準消費貸借契約にも利息制限法が適用される。また、債務者が利息制限法所定の制限をこえる金銭消費貸借上の利息、損害金を支払つたときは、制限をこえる部分は、民法491条によりこれを順次、費用に充当され、利息、遅延損害金の弁済に充当されのちに元本に充当される（最高裁昭和40年6月24日判決集民第79号503頁、最高裁昭和43年10月29日判決民集第22巻10号2257頁、昭和44年11月25日民集第23巻11号2137頁参照）。
当事者間において将来金員を貸与することある場合、これが準消費貸借の目的と約束し、その後該債務が生じたとき、その準消費貸借契約は当然に効力を発生する（最高裁昭和40年10月7日判決民集第19巻7号1723頁参照）また、利息制限法所定の制限利率を超過する利息部分を準消費貸借の目的としても、その効力を生じない（最高裁昭和55年1月24日判決集民第129号81頁参照）。
旧利息制限法のもとにおいては、最高裁39年11月18日大法廷判決民集18巻9号1868頁の判例変更の適用は受けないため債務者によって利息として任意に支払われた金員が、同法所定の利率による金額を超えている場合であっても、超過分を元本の弁済に充当されない（最高裁昭和43年6月27日判決集民第91号511頁参照）。
即時両建預金を取引条件とする金融機関の貸付が私的独占の禁止及び公正取引の確保に関する法律19条に違反する場合でも、その違反により、貸付契約が直ちに私法上無効になるとはいえず、また、契約が公序良俗に反するともいえないが、両建預金及び超過貸付があるために実質金利が利息制限法所定の制限利率を超過しているときは、超過する限度で貸付契約中の利息、損害金についての約定は、同法1条、4条により無効になる（最高裁昭和52年6月20日判決民集第31巻4号449頁参照）。
利息制限法所定の制限をこえて支払われた利息・損害金についての不当利得返還請求権は、その消滅時効の期間は10年である（最高裁昭和55年1月24日民集第34巻1号61頁）。

#### 利息の天引
利息を天引（貸付額から利息相当額を差し引いた残額の金銭のみを債務者（大ざっぱにいえば借主）に交付し、返済期日に貸付額を返済させるという貸付方法）した場合において、天引額が債務者の受領額を元本として制限利率により計算した金額を超えるときは、その超過部分は、元本の支払に充てたものとみなされる（本法2条）。
例えば、
1. 2004年1月1日に500,000円を返済期日2007年12月31日、利息年18%の約定で利息を天引して貸し付ける。
2. とすれば、4年分の利息360,000円 (500,000×0.18×4=360,000) を差し引いた140,000円 (500,000-360,000=140,000) を交付することになる。
3. 約定どおりであれば返済期日に貸付額500,000円の返済を受けられる。しかし、天引額360,000円は、債務者の受領額140,000円を元本として制限利率年18%により計算した金額100,800円 (140,000×0.18×4=100,800) を超えてしまう。
4. その超過部分259,200円 (360,000-100,800=259,200) は元本の支払に充てたものとみなされるため、240,800円 (500,000-259,200=240,800) の返済しか請求できないわけである。

#### みなし利息
金銭を目的とする消費貸借に関し債権者（大ざっぱにいえば貸主）の受ける元本以外の金銭は、礼金、割引金、手数料、調査料その他何らの名義をもってするを問わず、利息とみなされる（本法3条本文）。これをみなし利息（みなしりそく）という。ただし、契約の締結（契約書に貼付する収入印紙の購入費用など）及び債務の弁済の費用（振込による返済に伴う振込費用など。これに対して、債権者に生ずる貸付金振込費用は、「債務の弁済の費用」には当たらず利息とみなすべきと解する見解が多い。）は、この限りでなく（同条但し書）、実費の限度では利息とみなされない。
なお、信用保証会社と貸金業者とが、実際の業務運営の在り方からみて実質的に一体と評価されるような場合に、当該信用保証会社の受ける保証料及び事務手数料が当該貸金業者の受けるみなし利息に当たるとされた事例がある（最高裁平成15年7月18日判決判例時報1834号3頁など）。
貸金について抵当権を設定する約束がされた場合には、登記手続をするための旅費日当、登記抄本代は利息制限法第三条但書でいう契約の締結の費用にはいる事例がある（最高裁昭和42年9月7日判決集民第88号339頁）。
契約の締結および債務の弁済の費用は真実支出したものに限られ、利息とみなされることを免れようとする債権者側において、現実にこれを費用として支出した事実を主張立証しなければならない（最高裁昭和46年6月10日判決集民第103号111頁 ）。
利息とみなされない費用（みなし利息の特則、利息制限法第6条、利息制限法施行令第1条、同施行令第2条、平成22年6月18日から施行）
1. 金銭の貸付け及び弁済に用いるため債務者に交付されたカードの再発行の手数料
2. 貸金業法（昭和五十八年法律第三十二号）の規定により営業的金銭消費貸借に関して債務者に交付された書面の再発行及び当該書面の交付に代えて同法第二条第十二項に規定する電磁的方法により債務者に提供された事項の再提供の手数料
3. 口座振替の方法による弁済において、債務者が弁済期に弁済できなかった場合に行う再度の口座振替手続に要する費用
4. ATM等手数料1万円以下の額108円、1万円を超える額216円
5. 公租公課の支払に充てられるべきもの（印紙代など）
6. 強制執行の費用、担保権の実行としての競売の手続の費用その他公の機関が行う手続に関してその機関に支払うべきもの

### 賠償額予定の制限
金銭を目的とする消費貸借上の債務の不履行による賠償額の予定（民法420条1項。遅延損害金、遅延利息、延滞利息などと呼ばれるもののこと）は、その賠償額の元本に対する割合が制限利率の1.46倍を超えるときは、その超過部分につき無効とされる（本法4条1項）。賠償額の予定がないときは、賠償額は制限利息の範囲内で約定利率によって計算する（民法419条1項但書、最高裁昭和43年7月17日判決民集22巻7号1505頁）。
違約金は、上記の制限や下記の超過支払部分の取扱については、賠償額の予定とみなされる（本法4条3項。民法420条3項と対照）。
約束手形金の延滞利息金は旧利息制限法第5条の適用はない（最高裁昭和30年9月8日判決 集民第19号387頁、最高裁昭和31年7月3日判決集民第22号679頁、最高裁昭和35年2月23日判決 集民第39号607頁参照）。
債権者は、金銭債務の不履行による損害賠償として、債務者に対し弁護士費用その他の取立費用を請求することはできない（最高裁昭和48年10月11日集民第110号231頁参照）。

### 超過支払部分の取扱
債務者は、制限利率により計算した金額を超える利息や、賠償額予定の制限を超える損害金を任意に支払っても、その返還を請求することができない（本法1条2項、4条2項）。これは、債務者は、制限超過の利息、損害金を支払っても、その超過部分は民法491条により残存元本に充当され（最高裁昭和39年11月18日判決民集18巻9号1868頁昭和37年6月13日最高裁判決判例変更）、元本債務の存在する限りその超過部分の返還を請求することはできないという趣旨である。そして、計算上元本が完済となったときは、その後に支払われた金額は、不当利得として返還を請求することができる（最高裁昭和43年11月13日判決民集22巻12号2526頁）。
こうした解釈が判例上確立されるまでの経過については、判例の変遷を参照。
しかし、質屋営業における金利については、利息制限法第1条第1項の「金銭を目的とする消費貸借の利息の契約」に該当する（後記の長崎地裁、広島地裁判決参照）が、貸金業（利息制限法による10万円未満の年利20.0%）とは異なり平年年利109.5%・閏年年利109.8%（1日当たり0.3%）、暦月9%（厳密には1日当たり0.3%（年利109.5%、109.8%は1日当たり0.3%の年換算に過ぎない）で月の初日から末日までの期間を全ての月で30日とする内容で1期として利息を計算する。したがって、暦月9%となるために、契約日、返済日により日割換算の実質年利が異なるため日割換算で実質年利108%程度以上の高利となる）までとされており、基本的に短期・小額金融であることや質草の鑑定、保管の手数、盗犯防止、盗犯品捜査協力等の費用を加味した高い上限金利が規定されている（質屋営業法第36条）。よって、利息制限法は適用されないとする裁判例が存在する（長崎地裁平成21年4月14日判決判例集未掲載等参照）。ただし、質屋営業にも利息制限法が適用され、超過利息については、返還すべきとの裁判例（大阪地裁平成15年11月27日判決兵庫県弁護士会HP、名古屋地裁半田支部平成23年8月11日判決名古屋消費者信用問題研究会HP参照）も存在する。さらに、質屋営業法第36条は利息制限法の特則であるとする裁判例も存在する（広島地裁平成23年2月25日判決判例集未掲載参照）。このように、質屋営業においては、利息制限法の適用等について下級審の判断が割れており、見解統一の最高裁判例も存在しない。

### 利率規制法制の中での位置付け
本法は、金銭を目的とする消費貸借上の利息の契約又は賠償額の予定であれば、貸主が事業者であろうと非事業者（いわゆる「個人」）であろうと区別なく適用がある。したがって、本法は、金銭を目的とする消費貸借に限ってではあるが、利息の最高限や賠償額予定の制限に関する基本原則を定めた法令（一般法）ということになる（民法には、利息の最高限や賠償額予定の制限に関する規定がない）。
本法には罰則の規定がないから、制限超過の利息の契約や賠償額の予定をしたり、これらに基づいて利息、損害金を受領しても、直ちに犯罪にはならない。もっとも、貸金業者が利息制限法を超過する金利で貸し付けた場合は貸金業法に基づく行政処分の対象となる。
しかし、いくらでも高利の契約や（裁判外での）取立てをしてもよいとか、みなし弁済規定の要件を満たせばいくらでも高利を受領できるというわけではない。単利換算で貸金業者は年20％、その他の者は年109.5%（2月29日を含む1年については年109.8%、1日当たり0.3%）を超える利息の契約又は賠償額の予定をしたり、これを受領し又はその支払を要求すれば処罰される（出資の受入れ、預り金及び金利等の取締りに関する法律（以下「出資法」という）5条1項、3項、5項）。質屋に対する出資の受入れ、預り金及び金利等の取締りに関する法律（昭和29年法律第195号）第5条第2項の規定の適用については、同項中「20パーセント」とあるのは、「109.5パーセント（2月29日を含む1年については年109.8パーセントとし、1日当たりについては0.3パーセントとする。）」と、同法第5条の4第1項中「貸付け又は保証の期間が15日未満であるときは、これを15日として利息又は保証料の計算をするものとする。」とあるのは、「月の初日から末日までの期間（当該期間の日数は、その月の暦日の数にかかわらず、30日とする。）を一期として利息を計算するものとする。この場合において、貸付けの期間が一期に満たないときは一期とし、2以上の月にわたるときは、そのわたる月の数を期の数とする。」とする。（質屋営業法第36条、出資法附則2）
なお、物価統制令9条ノ2は不当高価契約等を禁止しており、利息は金銭の貸付けという給付の対価（金銭を貸し付けてくれたことに対する報酬）に当たると考えれば、上述の利率規制に違反しない行為でも物価統制令9条ノ2に違反することがあり得るが、出資法6条は、金銭の貸付けについての利息に関しては物価統制令9条ノ2を適用しないとしている。
また、消費者契約法9条2号は、消費者契約に基づき消費者が負う金銭債務の履行遅滞について、損害賠償の額又は違約金の予定の上限を年14.6%に制限しているが、上述の利率規制は同法11条2項にいう「他の法律〔の〕別段の定め」に当たるとされているので、賠償額の予定は年14.6%に制限されない（ただし、保証会社が保証債務の履行を主債務者に請求する場合の賠償額の予定については、消費者契約法9条2項所定の制限が適用される）。

## 立法経過
旧利息制限法は、いわゆる太平洋戦争などを契機とするインフレーションによる貨幣価値の変動や、金融機関一般の金利の実情及び動向に鑑みて、日本の市民経済生活に適合しなくなっていたため、これを廃止し、新たに本法が制定された。国会における議論の経過については、国会会議録検索システム の、第19回国会衆議院法務委員会議録第24号（昭和29年3月22日）、第28号（同月26日）、第29号（同月27日）、第31号（同月31日）、第37号（同年4月10日）第41号（同月16日）、第46号（同月27日）、第47号（同月28日）、同本会議会議録第43号（同月30日）、同参議院法務委員会会議録第11号（同年3月25日）、第15号（同年4月2日）、第22号（同月22日）、第23号（同月23日）、第28号（同年5月1日）、同本会議会議録第41号（同月6日）に速記録がある。
法務省民事局の立案担当者は、本法の趣旨について、上記各法務委員会において、旧利息制限法の解釈を成文化するとともに、商事債権（大ざっぱにいえば、会社組織の金融機関が有する貸金債権）と非商事債権とで違約金に対する規整に差異があった（商法施行法117条）のを廃止し、手数料や違約金などの名目で脱法的に高利の取得を企てる者が出現するのをみなし利息や賠償額予定の制限によって予防したものと説明していた。

### 改正
「貸金業の規制等に関する法律等の一部を改正する法律」（平成11年12月17日法律第155号）によって、本法律4条1項の遅延損害金の制限利率が、利息の制限利率の2倍から1.46倍に引き下げられた（平成12年6月1日施行）。

## 判例の変遷
制限超過支払部分の取扱いについて、判例は、当初、これを残存元本へ充当することは結果においてその返還を受けたと同一の経済的利益を生ずることになるから、本法1条2項、4条2項に照らして許されないと解していた（最高裁昭和37年6月13日判決民集16巻7号1340頁）。これは、大審院が旧利息制限法2条の「裁判上無効」という文言の解釈として採用していた考え方を成文化したという、前述の立法者意思に忠実な解釈であるといえよう。
しかし、最高裁はその後、制限超過の利息、損害金は、本法1条1項、4条1項により無効とされ、その部分の債務は存在しないのであるから、その部分に対する支払は弁済の効力を生じず、債務者が利息、損害金と指定して支払っても、制限超過部分に対する指定は無意味であり、結局制限超過部分は、元本が存在するときは、民法491条によりこれに充当される旨判示して（前掲最高裁昭和39年11月18日判決）、見解を改めた。
また、判例は、元本充当の結果過払が生じた場合の処理について、本法1条2項、4条2項の規定は元本債権の存在することを当然の前提とするものであり、元本債権が既に弁済によって消滅した場合には、もはや利息、損害金の超過支払ということはあり得ないから、計算上元本が完済となった後に支払われた金額は、債権者の不当利得となる旨判示し（最高裁昭和43年11月13日判決・民集22巻12号2526頁）、その後、制限超過の利息、損害金を元本とともに1回で弁済した事案についても不当利得返還請求を肯定した（最高裁昭和44年11月25日判決・民集23巻11号2137頁）。
特に、長期間にわたり借入れと返済を繰り返している借り手については、超過利息が元本に充当され元本が完済された後も返済を続けているため多額の過払いになっていることも多く、近年、金融業者に対する過払金返還請求訴訟が相次いで起こされている。

## みなし弁済
みなし弁済（〜べんさい）とは、貸金業法旧43条1項、3項により有効な利息又は賠償の支払とみなされる弁済をいう。なお、貸金業法の改正、第5次施行により、平成22年6月18日に、みなし弁済規定は撤廃されており、それ以前の貸付において問題となっている。
貸金業者は、貸付けに係る契約を締結したときは、遅滞なく、内閣府令（貸金業法施行規則）で定めるところにより、所定の事項についてその契約の内容を明らかにする書面（実務上「17条書面」と呼ばれる。）を相手方に交付しなければならない（同法17条1項）。
また、貸金業者は、貸付けの契約に基づく債権の全部又は一部について弁済を受けたときは、その都度、直ちに、内閣府令（同規則）で定めるところにより、所定の事項を記載した書面（実務上「18条書面」と呼ばれる。）を当該弁済をした者に交付しなければならない（同法18条1項）。これらの規定は、貸金業者が契約内容を説明した書面や弁済の受取証書を借主に交付しないために契約内容や弁済の有無をめぐって紛争が頻発したことから、こうした紛争を予防する目的で置かれたものである。
そして、貸金業者が業として行う金銭を目的とする消費貸借上の利息（みなし利息を含む。）の契約又は賠償額の予定に基づき、債務者が利息又は賠償として任意に支払った金銭の額が、利息制限法1条1項、4条1項に定める制限額を超える場合において、貸金業者が17条書面及び18条書面を交付しているときは、その支払は、有効な利息又は賠償の支払とみなされるのである。
これは、前述した判例理論を一定の限度で覆すものであって、消費者保護に熱心な論者の間では廃止論が極めて強かった。そして、貸金業法等の改正（平成18年12月20日法律第115号）により、平成19年12月19日から起算して2年半以内に、みなし弁済の規定は廃止されることとなった。もっとも、現在においても、判例がみなし弁済の要件を厳しく限定したため、裁判実務においては、極僅かのシティズの事案を除き事実上みなし弁済の成立は認められなくなっている。裁判例においてしばしば問題となってきた論点は、次のとおりである。
- 17条書面及び18条書面の交付があったか。
- 交付された書面が17条書面及び18条書面としての要件を満たしているか。
- 18条書面の交付が弁済「の都度、直ちに」なされたものといえるか。
- 借主のした弁済が「任意に」支払ったものといえるか。
- 借主のした弁済が利息又は賠償「として……支払った」ものといえるか。
- みなし弁済が成立しない場合において、超過支払部分の不当利得返還義務を負う貸金業者は悪意の受益者（民法704条）といえるか。
- 悪意の受益者だとして、不当利得に付される利息の利率は民事法定利率（年5％）か、商事法定利率（年6％）か、それより更に高利率か。

## 本法撤廃論
消費者金融業界には、本法の撤廃を求める声が強い。小口無担保（かつ繰上返済自由）融資は、制限利息を徴求するだけでは回収コストすらまかなうことができないし、裁判実務上、みなし弁済規定の成立要件が厳格に解されている現状では、一旦得た利息収入を不当利得返還請求によりいつ吐き出させられるかもしれないという不安定さ（ちなみに、みなし弁済規定が成立しない利息も、「収入すべき金額」（所得税法36条1項）として一旦課税されるが、不当利得返還請求によりこれを吐き出した場合、当該吐き出した金額は損金となる。）を免れず（43条問題）、これでは法令の制限内で庶民金融を供給しようとする者はいなくなり、ヤミ金融の被害が拡大する一方であるなどと主張する。また、アメリカ合衆国では利息の制限を州法に委ね、どの州の住民に対する貸付についても貸主が所在する州の利息の制限が適用されているために、貸倒れの危険性に応じた多様な金利市場が成立しており、借主は機動的に融資を受けることができているなどとも主張する。また、昨今流行の市場原理論から、金利規制撤廃を叫ぶ論調もある。
　本法が昭和29年に制定された当時の物価水準と現在の物価水準は相当かけ離れた水準であることから、元本金額（100,000円未満と100,000円以上、1,000,000円以上）に応じて制限利率を区分した立法の趣旨は、少なくとも現在の物価水準との合理的連関性はない。（国家公務員大卒の初任給で比較すると、昭和29年の8,700円に対して平成24年は181,200円であり、その較差は実に20倍にもなる。）
これに対して、以下のような論拠により、本法の撤廃に反対する声も強い。
- 貸金業者の中には制限利息の範囲内の貸付で営業を継続しているものもあり、本法は庶民金融の障害とはなっていない。
- ドイツやフランスでは日本よりもはるかに厳格な金利規制がなされており、日本より金利規制が緩い先進国は英米のみである。（もっともこの点については、ドイツの金利規制は保険料・審査費・会費・明細書発行費・通信費を別途請求可としており、フランスも保証料を認め、また両国とも規制金利を超える違約金を認めるなどの点で厳格とは言い切れないとの指摘がある。）
- 現状の実態を見てみると、ヤミ金融に手を出す者のほとんどは、消費者金融での高利の借金返済のためにヤミ金融から借金をしているのであり、本法を撤廃・緩和して消費者金融に今以上の高利を許せば、今以上にヤミ金融の被害が拡大する。（韓国では、利息制限を撤廃したとたんに年利200％の業者が大量に現れ、それによる自殺者が急増して社会不安が増大したため2002年に利息制限を復活させている。）
- 多くの自己破産者は、ギャンブルなどの継続的な浪費というよりは、生活費をまかなうために複数の消費者金融からの借金を繰り返し、多重債務者になり支払不能に陥っている。従って、本法を強化して消費者金融が一斉に本法を遵守せざるを得ないようにしたならば、このような多重債務者の増加を相当程度抑制することができ、消費者金融業者の収支を圧迫する最大要因である自己破産の件数を減らすことができるのであって、結局業界の利益になるはずである。
- 消費者金融から借金をする者の多くは、他の消費者金融から借金をしていて、それを返済するために別の消費者金融業者から借り入れを繰り返すことや、消費者金融にしても融資を受ける側の収入をきちんと調べずに、他社からの借り入れ件数があっても返済能力を無視した貸し付けをおこなう、いわゆる過剰融資の問題がある。このような消費者は、消費者金融の提示する金利が高すぎるから借入を控えるという行動を取る余裕がなく、当事者が冷静で合理的な選択を行って取引に入るか否かを決定するという、市場原理が機能する大前提を欠いている。

近年、一部の業者には、政治団体を結成、業者有利となる法制度にすべく政府与党に対して働きかけを行なおうとする動きもあり、消費者団体・弁護士会から非難されている。
しかし、一方で、一般の消費者金融利用者からは過度の規制が利用の妨げになるという批判も強い。

## 出来事
消費者金融大手アイフルのテレビCMなどについて、「アイフル被害対策全国会議」が平成18年（2006年）1月18日、社団法人日本広告審査機構に中止や適正化を求める苦情申し立てを行った。同会議は「CMでは実質年率が最高28.835％と表示しているが、これが利息制限法違反の無効な金利であることを示しておらず、視聴者に誤解を与える」という理由を示している。

### 旧利息制限法
- 大河純夫「制限超過利息に関する明治前期大審院判例の形成」立命館法学2003年1号110頁及び同論文引用の各文献

### 本法
- 森泉章『判例利息制限法』（一粒社、1972年）

### 全般
- 小野秀誠『利息制限法と公序良俗』（信山社　1999年）

### 法務局における供託すべき金額の計算方法
- 林 忠治ほか『新版 休眠担保権抹消の実務』（大学教育出版、1993年初版）、遅延損害金の計算方法参照